# Gamma Virginis
Gamma Virginis (Porrima, Arich, 29 Virginis) é uma estrela dupla na direção da constelação de Virgo. Possui uma ascensão reta de 12h 41m 40.00s e uma declinação de −01° 26′ 58.3″. Sua magnitude aparente é igual a 2.74. Considerando sua distância de 39 anos-luz em relação à Terra, sua magnitude absoluta é igual a 2.38. Pertence à classe espectral F0V+....